# Ceratomyxa arcuata
Ceratomyxa arcuata is een microscopische parasiet uit de familie Ceratomyxidae. Ceratomyxa arcuata werd in 1892 beschreven door Thélohan. 